# Paoy Char (gmina)
Paoy Char (khm. ឃុំប៉ោយចារ) – gmina (khum) w północno-zachodniej Kambodży, we wschodniej części prowincji Bântéay Méanchey, w dystrykcie Phnum Srok. Stanowi jedną z 6 gmin dystryktu.

## Miejscowości
Na terenie gminy położonych jest 8 miejscowości:
- Paoy Snuol
- Paoy Char
- Trapeang Thma Tboung
- Trapeang Thma Cheung
- Trapeang Thma Kandal
- Paoy Ta Ong
- Sambuor
- Pongro